# Rafael Castillo
Rafael Castillo est une ville du district de La Matanza, dans la province de Buenos Aires, en Argentine. Elle fait partie de l'agglomération urbaine du Grand Buenos Aires.

## Histoire
Rafael Castillo (Politique), homme politique et avocat d'origine de la Province de Catamarca qui possédait plusieurs champs dans la région, fait don de terrains pour le passage du Central Midland Railway. En guise de remerciement, l'entreprise baptise la nouvelle gare Ferroviaire le 15 mai 1911 Rafael Castillo.
Rafael Castillo fut ministre de l'Intérieur sous la présidence de Manuel Quintana entre 1904 et 1906 et est le frère de Ramón Castillo, président de la Nation argentine entre 1942 et 1943.

## Quartiers (Barrios)
- Abadía
- Altos de Castillo
- América
- Castillo Centro
- Central
- Don Manuel
- El Porvenir
- El Torero
- El Trébol
- El Vivero
- Guadalupe
- Hipólito Yrigoyen
- Islas Malvinas
- Itatí
- La Bastilla
- Latinoamérica
- Luján
- Lusitano
- San Antonio
- San Cayetano
- San José
- San Roque

## Personnalités
- Milton Delgado (2005-), footballeur,, est né à Rafael Castillo.